# Wonder Woman
Wonder Woman, anglicisme de la Dona Meravella, és un personatge de ficció de còmic i una de les superheroïnes més poderoses de l'univers DC. La seva història es va publicar per primera vegada a les pagines de la publicació All Star Comics en el seu número 8 publicat el 21 d'octubre de 1941 amb data de portada desembre-gener.
Els seus creadors són Elizabeth Holloway Marston i William Moulton Marston, guionistes i Harry G. Peter, dibuixant.
El títol d'historietes de Wonder Woman ha estat publicat per DC Comics gairebé contínuament a excepció d'un breu període on no va tenir sèrie el 1986. La seva representació com una heroïna que lluita per la justícia, l'amor, la pau i la igualtat sexual ha portat a la Dona Meravella a convertir-se en una icona feminista. Creada durant la Segona Guerra Mundial, el personatge va ser representat inicialment en la seva lluita contra les forces militars d'ocupació de l'Eix, així com una gran selecció de supermalvats. Wonder Woman ha obtingut un elenc formidable d'enemics obstinats en l'eliminació de l'amazona, incloent dolents clàssics com la Baronessa Paula Von Gunther, Cheetah, Ares, Doctor Poison, i la bruixa Circe, i entre els més nous Maxwell Lord, així com també l'enemistat i/o rivalitat de molts déus i monstres de la mitologia grega. Wonder Woman també ha aparegut regularment en les historietes en els grups de superherois com en la Societat de la Justícia d'Amèrica (des de 1941) i la Lliga de la Justícia (des de 1960).
A més del còmic, el personatge ha fet aparicions en altres mitjans de comunicació; més notablement, la sèrie de televisió Wonder Woman (1975-1979), protagonitzada per Lynda Carter, així com sèries animades com els Super Friends, Justice League i un gran nombre de cameos en altres sèries animades, o referències a pel·lícules com ara Sky High. Arran de la sèrie de televisió de Carter, diversos estudis han lluitat per introduir una nova versió de la sèrie d'acció en viu de la Dona Meravella per al públic, tot i que el personatge ha continuat figurant en una gran varietat de joguines i mercaderies, així com les adaptacions animades en pel·lícules per a DVD, incloent una pel·lícula animada de l'any 2009 (Wonder Woman). Els intents de tornar a la Dona Meravella a la televisió han inclòs un episodi pilot fallit per a la NBC en 2011, seguit de prop per una altra producció estancada per part de The CW. El 2013 es va anunciar que l'actriu i model Israeliana Gal Gadot interpretaria a la Dona Meravella en les pel·lícules de l'Univers estès de DC Batman contra Superman: L'alba de la justícia (2016). Posteriorment va protatonitzar Wonder Woman, Lliga de la justícia (abmdues el 2017) i Wonder Woman 1984 (2020).
És una de les poques heroïnes que no té una contrapartida masculina i se la considera informalment juntament amb Batman i Superman com a integrant de la "Trinitat" de DC Comics, sent considerats aquests tres superherois com els més importants d'aquesta companyia. Al llarg dels anys, el títol de Wonder Woman l'han portat també altres amazones, com la mateixa Reina Hipólita, i la seva germana, Donna Troy.

## Introducció
Els seus orígens són mitològics, Diana és una amazona filla de la reina Hipòlita i totes dues vivien en una illa plena de dones guerreres on estava vetada l'entrada als homes.
A la seva terra natal és coneguda com la princesa Diana de Themyscira i quan està fora de l'illa utilitza la seva identitat secreta, Diana Prince.
Wonder Woman està dotada d'un gran ventall d'habilitats de lluita i de poders sobrehumans, gràcies al seu ampli entrenament i els dons divins obtinguts. Diana combina els poders de diferents déus de la mitologia grega, té la força d'Heracles, la bellesa d'Afrodita i la intel·ligència d'Atena amb les característiques d'una dona moderna.
Posseeix un ampli ventall d'armes i les principals són el llaç de la veritat, un parell de braçalets màgics indestructibles, i en alguns escrits, a l'edat d'or, va tenir un avió invisible, però més endavant, se li va anar mostrant amb la capacitat de volar cada vegada amb més freqüència per la qual cosa l'avió invisible va ser deixant d'utilitzar-se.

## Fitxa del personatge
L'origen de la superheroïna, es troba en l'aterratge forçós de Diana Trevor, una noia, pilot de proves de les Forces Aèries de l'Exèrcit dels Estats Units, a l'illa de Themyscira, en aquesta illa hi habitaven les dones guerreres anomenades, amazones. Després d'un temps el monstre anomenat Cottus va amenaçar d'atacar l'illa, Diana va usar l'armament que havia recuperat del seu avió per defensar les seves noves amigues, fins al punt de sacrificar la seva pròpia vida.

### Identitat secreta
La Dona Meravella sempre ha estat coneguda amb l'alter ego de Diana Prince. Aquesta identitat va ser creada per William Moulton Marston.
Durant el temps en què Marston va escriure les seves primeres històries, Diana Prince era el nom d'una infermera de l'exèrcit a qui Wonder Woman va ajudar. La infermera volia anar on estava el seu promés, qui havia sigut traslladat a Amèrica del Sud, però va ser incapaç de recopilar els diners per al viatge i poder reunir-se amb ell. Com Wonder Woman necessitava una identitat secreta per poder vigilar i tenir cura de Steve (que va ingressar al mateix hospital militar on Diana Prince va començar a treballar), i perquè ambdues semblaven idèntiques, la Dona Meravella li va donar diners a la infermera i va prendre la identitat de Diana Prince com al seu alter ego. Ella va començar a treballar com a infermera de l'exèrcit, i més tard, com a secretària de la USAF.
L'alter ego de "Diana Prince" tornaria a guanyar de nou un paper important en les aventures de Wonder Woman després dels esdeveniments de la "Crisis Infinita". Degut a les circumstàncies que van portar a Wonder Woman a assassinar l'actualment Maxwell Lors, seguidament va ser transmès a tot el món que ell era la ment que controlava amb els seus poder telequinètics Superman, ja que aquest tractava de matar Batman. Quan la Dona Meravella el va lligar en el seu llaç màgic de la veritat, exigint-li que deixés de controlar la ment de Superman, Maxwell va revelar que l'única manera de detindre'l era que ella el matés, així que, com a darrer recurs, Diana li va trencar el coll.

### Caracterització
Encara que molts editors han representat a Diana amb personalitats diferents, el que ha estat constant ha estat la seva capacitat per poder sentir la comprensió i donar amor sense discriminació.
Aquesta característica ha estat la raó per la qual va ser acceptada al Cos de Zafir Estel·lar. La visió moderna del personatge ha demostrat que realitza accions letals i fatals quan es queda sense cap altra alternativa. Un primer exemple d'això va ser quan ella va matar Maxwell Lord, amb la finalitat de salvar la vida a Superman.
La personalitat i la tonalitat de la Dona Meravella han oscil·lat entre el d'una típica i èpica lluitadora, una ambaixadora molt compassiva i serena, i en altres ocasions també com una persona ingènua i innocent.
Però un dels pilars i la tercera intenció originals, de la seva personalitat, era ser una estrangera, que la diferenciaria davant el seu actual statu quo, sobretot aquell que representa el nom de la humanitat i l'amor. La nova versió dels nous 52 del personatge ha estat retratada com una persona més jove, molt tossuda i amorosa. Brian Azzarello va declarar en una entrevista en vídeo a DC Comics que estan construint un personatge molt confident, impulsiu i de bon cor en ella. Es va referir al tret de sentir compassió, ja que això representa tant la seva força com la seva feblesa. 

### Aparença
El vestit de la Dona Meravella ha variat al llarg del temps, malgrat que sempre ha conservat una forma amb armadura, la tira, els braçalets i els seus símbols d'estel al disseny. El disseny del vestit s'ha basat originalment en el simbolisme d'Amèrica i la seva iconografia, que va permetre explicar més les seves arrels amazòniques. En el seu moment, la Dona Meravella lluïa una samarreta vermella amb un emblema d'una àguila d'or, un cinturó blanc, una faldilla blava plena d'estels i unes botes vermelles i daurades. Aquest uniforme es basava totalment en la bandera dels Estats Units, atès que en aquell moment la Dona Meravella era una icona d'Amèrica. El 1942, el vestit es canvia, la faldilla passa a ser un pantaló curt arrapat i passa a portar sandàlies.

## Trajectòria editorial

### Creació
En una entrevista d'octubre de 1940 a la revista Family Circle, William Moulton Marston va parlar del potencial incomplert del mitjà del còmic. Aquest article va cridar l'atenció de l'editor de còmics Max Gaines, que va contractar Marston com a consultor educatiu per a National Periodicals i All-American Publications, dues de les empreses que es fusionarien per formar DC Comics. En aquell moment, Marston volia crear el seu propi nou superheroi; l'esposa de Marston i companya de psicòloga Elizabeth li va suggerir que hauria de ser una dona:
| « | (anglès) William Moulton Marston, a psychologist already famous for inventing the polygraph, struck upon an idea for a new kind of superhero, one who would triumph not with fists or firepower, but with love. "Fine," said Elizabeth. "But make her a woman." | (català) William Moulton Marston, un psicòleg ja famós per inventar el polígraf, va tenir la idea d'un nou tipus de superheroi, un que triomfaria no amb els punys o la força de foc, sinó amb amor. "D'acord", va dir Elizabeth. "Però fes-lo una dona". | » |

Marston va presentar la idea a Gaines. Donat el vistiplau, Marston va desenvolupar Wonder Woman, a qui creia que era un model de la dona alliberada i poc convencional d'aquella època. Marston també es va inspirar en les polseres que portava Olive Byrne, que vivia en parella en una relació poliamorosa. El personatge va aparèixer com a tal publicat per primera vegada en la revista de còmics All Star Comics número 8 amb data de portada de desembre de 1941/gener, publicada el 21 d'octubre de 1941 i amb el seu àlter ego a Sensation Comics número 1 del gener de 1942. Marston havia estat el creador d'un aparell de mesura de la pressió arterial sistòlica, que va ser crucial per al desenvolupament del polígraf (Detector de mentides). L'experiència de Marston amb polígrafs el va convèncer que les dones eren més honestes que els homes en determinades situacions i podien treballar de manera més eficient.
Marston va dissenyar Wonder Woman per ser una al·legoria per al líder amorós ideal; el tipus de dona que creia que hauria de dirigir la societat. "Francament, Wonder Woman és propaganda psicològica per al nou tipus de dona que, crec, hauria de governar el món", va escriure Marston.
En un número de 1943 de la revista The American Scholar, Marston va escriure:
| «                         | (anglès) Not even girls want to be girls so long as our feminine archetype lacks force, strength, and power. Not wanting to be girls, they don't want to be tender, submissive, peace-loving as good women are. Women's strong qualities have become despised because of their weakness. The obvious remedy is to create a feminine character with all the strength of Superman plus all the allure of a good and beautiful woman. | (català) Ni tan sols les noies volen ser noies mentre el nostre arquetip femení no tingui força, fortalesa i poder. No volen ser noies, no volen ser tendres, submises, amants de la pau com són les bones dones. Les fortes qualitats de les dones han passat a ser menyspreades a causa de la seva debilitat. El remei evident és crear un personatge femení amb tota la força de Superman més tot l'encant d'una dona bona i bella. | » |
| — William Moulton Marston | | |   |

Marston era una feminista obert, poliamorista i fermament creient en la superioritat de les dones.
Marston va escriure una debilitat per a Wonder Woman, que s'adjuntava a una estipulació fictícia que va batejar "la llei d'Afrodita", que feia que l'encadenament de les seves "polseres de submissió" juntes per un home li tragués la seva superforça amazònica.

### Edat Daurada
Inicialment, Wonder Woman va ser una campiona de les Amazones que es guanya el dret de retornar Steve Trevor, un oficial d'intel·ligència dels Estats Units l'avió del qual s'havia estavellat a l'illa aïllada de les Amazones al "Món de l'home" i lluitar contra el crim i el mal dels Nazis.
Aviat va tenir la seva pròpia serie regular (estiu de 1942). Wonder Woman va ocupar el seu lloc al costat de les superheroïnes o antiheroïnes existents Fantomah, la Black Widow, Invisible Scarlet O'Neil i la canadenca Nelvana of the Northern Lights. Fins a la seva mort el 1947, al doctor William Moulton Marston se li va atribuir el crèdit d'haver escrit totes les històries de Wonder Woman; no obstant això, més tard va contractar l'assistent Joye Hummel per a escriure com a negre històries per a ell. H. G. Peter va dibuixar el títol amb un estil simplista però fàcilment identificable.
Durant aquest període, Wonder Woman es va unir a la Justice Society of America com a secretària de l'equip.
Una tira còmica de Wonder Woman es va produir el 1944, però va durar menys d'un any. Tota la tirada es va recopilar en un llibre de tapa dura publicat per The Library of American Comics el 2014.

### Edat de plata
Durant l'Edat de plata de la dècada del 1960, sota la mà de l'escriptor Robert Kanigher, l'origen de Wonder Woman es va renovar, juntament amb altres personatges". La història del nou origen va augmentar les arrels hel·lèniques i mitològiques del personatge: rebent la benedicció de cada deïtat al seu bressol, Diana estava destinada a ser tan "bella com Afrodita, sàvia com Atenea, forta com Hèrcules, i ràpida com Hermes".
A finals de la dècada de 1960, escrita per Mike Sekowsky, Wonder Woman va rendir els seus poders per romandre al món de l'home en lloc d'acompanyar les seves companyes amazones a una altra dimensió. Wonder Woman comença a utilitzar l'àlies de Diana Prince i obre una botiga mod. Adquireix un mentor xinès anomenat I Ching, que ensenya a Diana arts marcials i habilitats en armes. Utilitzant la seva habilitat de lluita en lloc dels seus poders, Diana es va dedicar a aventures que abastaven una varietat de gèneres, des de l'espionatge fins a la mitologia. Aquesta fase de la seva història va estar directament influenciada per la sèrie d'espies britànica The Avengers i la representació de Diana Rigg del personatge d'Emma Peel.

### Edat de Bronze
A principis de la dècada de 1970, el personatge va tornar a les seves arrels de superheroi a la Justice League of America i a l'època de la Segona Guerra Mundial en el seu propi títol. Això, però, es va deure en última instància a la popularitat de la sèrie de televisió en aquell moment que també tenia Wonder Woman ambientada a l'era de la Segona Guerra Mundial, i es va tornar a l'era dels anys 70 un cop el programa de televisió va fer mateix.
Amb l'arribada d'una nova dècada, la presidenta de DC Jenette Kahn va ordenar una renovació de l'aparença de Wonder Woman. L'artista Milton Glaser, que també va dissenyar el logotip de "bala" adoptat per DC el 1977, va crear un emblema estilitzat "WW" que evocava i substituïa l'àguila al cos i va debutar el 1982. Al seu torn, l'emblema va ser incorporat per la lletra de l'estudi Todd Klein al logotip del títol mensual, que va durar un any i mig abans de ser substituït per una versió de l'estudi de Glaser. La sèrie va ser cancel·lada amb el número 329 (febrer de 1986) escrit per Gerry Conway, que representava el matrimoni de Steve Trevor amb Wonder Woman.

### Edat moderna
Seguint la sèrie Crisis on Infinite Earths de 1985, George Pérez, Len Wein i Greg Potter van reescriure la història d'origen del personatge, que representa Wonder Woman com a emissària i ambaixadora de Themyscira al Món del Patriarca, encarregada de la missió de portar la pau al món exterior. Pérez va incorporar una varietat de deïtats i conceptes de la mitologia grega a les històries i l'origen de Wonder Woman. La seva interpretació del personatge va actuar com la base de les històries modernes de la Dona Meravella, ja que va ampliar l'origen àmpliament acceptat de Diana que va néixer d'argila. El rellançament va ser un èxit de crítica i comercial.

### Segle XXI
DC ha rellançat totes les seves sèries en diverses ocasions com a part de The New 52 (2011) i DC Rebirth (2016) amb canvis en els orígens dels personatges. El 2020 la sèrie de Wonder Woman va modificar la seva numeració sumant les de les col·leccions principals que havia protagonitzat, de manera que el núm. 78 de l'etapa va passar a ser el nº750. Per celebrar l'esdeveniment, el número va ser més llarg i va recollir una varietat d'històries breus que celebraven el personatge de Wonder Woman amb el retorn d'escriptors anteriors com Phil Jimenez, Gail Simone i Greg Rucka. Després del núm. 800 la sèrie va tenir un nou número un el 2023, com part del rellançament Dawn of DC.

## Recepció crítica i llegat
Tot i que va ser creat per ser un model positiu i un fort personatge femení per a nenes i nens, al polèmica Seduction of the Innocent, el psiquiatra Fredric Wertham va afirmar, com a punt de crítica, que la força i la independència de Wonder Woman feien d'ella una lesbiana.
Wonder Woman va ser nomenat el 20è millor personatge de còmic per la revista de cinema Empire. Va ocupar la sisena posició a la llista "Les 100 dones més sexy del còmic" de Comics Buyer's Guide. El maig de 2011, Wonder Woman va ocupar la cinquena posició a la llista dels 100 millors herois de còmic de tots els temps d'IGN.
Segons la llei de drets d'autor dels EUA actual, Wonder Woman ha d'entrar al domini públic l'any 2036. Tanmateix, això només s'aplicarà (al principi) al personatge tal com es representa a All Star Comics # 1, que es va publicar el 1941. Les versions d'ella amb desenvolupaments posteriors i alguns personatges relacionats, poden persistir sota els drets d'autor fins que les obres en què es van introduir entrin elles mateixes al domini públic.

### Icona feminista
La icona Feminista Gloria Steinem, fundadora de la revista Ms., va ser la responsable del retorn de les habilitats originals de Wonder Woman. Ofesa que la superheroïna més famosa s'hagués convertit en un arquetip de la donzella en perill obsessionada pel nuvi, Steinem va col·locar Wonder Woman (amb el seu vestit) a la portada del primer número de Ms. (1972). Warner Communications, propietària de DC Comics, era un inversor, que també contenia un assaig valoratiu sobre el personatge. Els poders i el vestit tradicional de Wonder Woman es van restaurar al número 204 (gener-febrer de 1973).
El 1972, pocs mesos després de la innovadora decisió del Tribunal Suprem dels Estats Units Roe contra Wade, l'autor de ciència-ficció Samuel R. Delany havia planejat una història per a Ms. que va culminar amb una Wonder Woman de paisà protegint una clínica d'avortament. No obstant això, Steinem va desaprovar que Wonder Woman no estigués disfressada, i la controvertida història no va passar mai.
El significat original de Wonder Woman tenia la intenció d'influir en moltes dones de totes les edats, mostrant les fortaleses físiques i mentals, els valors i els atributs ètics que no només adquireixen els homes. "Wonder Woman simbolitza molts dels valors de la cultura femenina que ara les feministes intenten introduir a la cultura dominant: força i autosuficiència per a les dones; germanor i suport mutu entre dones; tranquil·litat i estima per la vida humana; una disminució tant de "l'agressió masculina i de la creença que la violència és l'única manera de resoldre els conflictes", va escriure Steinem en aquell moment.
Carolyn Cocca ha afirmat que Wonder Woman posseeix una "dualitat de caràcter" a causa que el personatge posseeix qualitats tant femenines com masculines en les seves habilitats físiques i actitud, cosa que Cocca va considerar que la feia més atractiva per a un públic ampli. La primera editora dona de Wonder Woman, Karen Berger, va afirmar que "Wonder Woman [és] un gran model per a dones joves, però també conté molts elements que també agraden als homes. Wonder Woman creua la línia de gènere." Berger va treballar amb George Pérez en els nous temes de Wonder Woman comença el 1987, i la nova Diana "treballa amb amics i aliats per ensenyar lliçons de pau i igualtat".
L'origen de Wonder Woman i el raonament psicològic darrere de per què William Morton Marston la va crear de la manera en què ho va fer il·lustra els valors educatius, ètics i morals de Marston.
Marc DiPaolo ens presenta el creador i la història de Wonder Woman i ens demostra com és una "veterana de la Segona Guerra Mundial, una icona feminista i un símbol sexual" al llarg de la seva "carrera". Wonder Woman protagonitza diverses pel·lícules i és més coneguda pel seu vestuari d'una sola peça vermella, blanca i blava i la seva gran i sexy assertivitat. El que molta gent no sap és que ella és una gran part de la història en el món del còmic i dels superherois a causa de com el seu personatge influeix en persones de la vida real de totes les edats, sexes, ètnies i races. "Marston va crear el personatge del còmic Wonder Woman per ser alhora fort i sexy, com un mitjà per encoratjar la dona a emular la seva assertivitat sense disculpes." Charlotte Howell assenyala en el seu assaig titulat "'Tricky' Connotations: Wonder Woman as DC's Brand Disruptor" que Wonder Woman és "inherentment pertorbadora de la marca de franquícies de superherois masculins perquè, segons el seu creador William Moulton Marston , tenia la intenció de ser 'propaganda psicològica per al nou tipus de dona que, [ell] creu (creia), que hauria de governar el món.'"
El 2015, Wonder Woman es va convertir en el primer superheroi que va oficiar un casament entre persones del mateix sexe en una sèrie de còmics.
El 21 d'octubre de 2016, el 75è aniversari de la primera aparició del personatge, les Nacions Unides van nomenar a Wonder Woman Ambaixadora Honorària de l'ONU per a l'empoderament de les dones i les nenes en una cerimònia a la qual van assistir les actrius de Wonder Woman Gal Gadot  i Lynda Carter, la presidenta de DC Entertainment Diane Nelson, la directora del llargmetratge Wonder Woman Patty Jenkins, i la subsecretària general de les Nacions Unides Cristina Gallach van aparèixer a les Nacions Unides, per marcar la designació del personatge per les Nacions Unides com la seva "Ambaixadora honorària per a l'empoderament de dones i nenes". El gest pretenia donar a conèixer l'Objectiu de Desenvolupament Sostenible número 5 de les Nacions Unides, que pretén aconseguir la igualtat de gènere i empoderar totes les dones i nenes per al 2030. La decisió va ser rebuda amb protestes de membres del personal de l'ONU que van declarar en la seva petició al secretari general de l'ONU Ban Ki-moon que el personatge "no és culturalment englobador ni sensible" i servia per objectivar les dones. La petició també deia que era "alarmant que les Nacions Unides consideressin l'ús d'un personatge amb una imatge obertament sexualitzada". Com a resultat, el personatge va ser desposseït de la designació i el projecte va acabar el 16 de desembre.

### Icona pacifista
Gloria Steinem, directora de la revista Ms. i una gran defensora de Wonder Woman, va declarar "...[Marston] va inventar Wonder Woman com una heroïna per a les nenes, i també com una alternativa conscient a la violència dels còmics per a nens". Badower va descriure un incident gairebé internacional (que va implicar un general rus sense nom que va fer rodar dotzenes de tancs i municions a través d'un port de muntanya ombrívol) com un exemple excel·lent per enfrontar-se als matons. "Acaba desviant una bala cap enrere i desarmant el general", diu, i afegeix que "en realitat no fa res de violent a la història. Només crec que Wonder Woman és més intel·ligent que això".
Nick Pumphrey va afirmar que Wonder Woman és un far no violent d'esperança i inspiració per a dones i homes. Grant Morrison va declarar "Em vaig asseure i vaig pensar: "No vull fer això de la dona guerrera". Puc entendre per què ho fan, entenc tot això, però això no és el que [el creador de Wonder Woman] William Marston volia, no és el que volia en absolut! El seu concepte original de Wonder Woman era una resposta als còmics que pensava que estaven plens d'imatges de masclisme que glaça la sang, i veus les últimes fotografies de Gal Gadot amb la disfressa, i tot és espasa i escut i els seus grunyits a la càmera. La Diana de Marston era una metgessa, una sanadora, una científica ". L'article de la revista del 2018 "Casting a Wider Lasso: An Analysis of the Cultural Dismissal of Wonder Woman Through Her 1975-1979 Television Series" va argumentar que el programa de Lynda Carter va adaptar fortament els ideals de Wonder Woman, però "va ser suprimit, desfet i desacreditat" per la cultura americana com a part d'un llegat més gran que suprimeix el personatge.
Paquette va detallar els canvis que va fer al vestit de Wonder Woman, afirmant que va eliminar l'emblemàtic tema de la bandera americana i, en canvi, va incorporar una influència grega: "L'animal associat a Afrodita és un colom, així que en lloc d'una àguila al pectoral [de Wonder Woman], seria més aviat un colom. No és l'àguila americana, és el colom d'Afrodita. Les coses que crean [la lletra] W són per casualitat, així que no és com si ja tingui una lletra de l'alfabet al seu [vestit]. Al final He creat una estructura de manera que sembla inevitable que Wonder Woman es vegi com ho fa".

### Icona LGBT
Les primeres obres de William Marston eren conegudes per contenir subtextos subversius "esclavitud i matisos sàfics". Entre els famosos eslògans de Wonder Woman, "Suffering Sappho", hi havia una referència directa al lesbianisme. La Seduction of the Innocent de Fredric Wertham es va referir a ella com la "homòloga lesbiana de Batman" (a qui també va identificar com a homosexual). Després de la mort de Marston el 1947, DC Comics va restar importància a la seva sexualitat i origen feminista. Wonder Woman, sense la direcció creativa de Marston, va esdevenir una superheroïna més "tradicional"; les relacions lesbianes i les imatges sexuals van desaparèixer del còmic "Wonder Woman", juntament amb els superpoders de Wonder Woman. Durant les dècades del Comics Code Authority, la subversivitat de Wonder Woman es va anar eliminant gradualment; els escriptors i artistes de còmics posteriors o bé no sabien què fer amb ella o amb prou feines van insinuar el llegat eròtic de Wonder Woman.
Però sota el nou reinici del títol de 1987, sota l'editorial de Karen Berger, i amb l'escriptura i l'art de George Perez al capdavant del títol, l'apreciació homosexual per part de Wonder Woman i les amazones va ser més que insinuat i això es va establir ràpidament en la nova etapa del títol. Quan va veure per primera vegada el personatge secundari Vanessa Kapatelis (en el número 3), es mostra somrient cap amunt a Kapatelis, pensant per a si mateixa "I've never seen another woman quite like her...she's so young...so vulnerable...so beautiful..." (Mai he vist una altra dona com ella... tan jove...tan vulnerable...tan bella...") Tres anys més tard, en el primer número (núm. 38) d'una nova dècada, hi ha una història que presenta un intercanvi cultural entre líders designats de 'Man's World' (Món d'Homes), que són els primers mortals a visitar Themyscira en aquesta continuïtat, i les amazones de Themyscira, a la mateixa Themyscira. El ministre convidat dels Unitaris, el reverend Cantwell, demana a l'amazona Mnemosyne "..."Don't you miss the sharing God intended for the sexes?" (..."No trobeu a faltar la compartició que Déu va destinar als sexes?) al que Mnemosyne va respondre "Some do. They have sworn themselves to Artemis, the virgin hunter, and Athena, the chaste warrior. Others choose the way of Narcissus. But most of us find satisfaction in each other -- three thousand years can be a long time, reverend." (Alguns ho fan. S'han promés a Artemisa, la verge caçadora, i Atenea, la casta guerrera. Altres trien el camí de Narcís. Però la majoria de nosaltres trobem satisfacció els uns en els altres: tres mil anys poden ser molt de temps, reverend). Probablement més que en qualsevol altre moment en els gairebé cinquanta anys d'història del personatge, les amazones van ser definides de manera explícita i inequívoca, en general, com a lesbianes. A més, Kevin Mayer, germà del personatge secundari principal Myndi Mayer, era obertament gai i això era tractat amb simpatia. En aquest moment, DC Comics era una empresa propietat de Warner Brothers, i ho havia estat ja durant més de 20 anys.
Es suggereix que Wonder Woman és homosexual o bisexual, ja que ella i un altre amazona, Io, tenien sentiments recíprocs l'una per l'altra. El cómic Wonder Woman: Earth One de Grant Morrison de 2016, que existeix paral·lelament al cànon actual de Rebirth dels còmics de DC, Diana és representada rebent un petó a la galta dreta per part d'una dona rossa que ha posat el seu braç esquerre al voltant de Diana.
L'any 2016, el número 48 de Sensation Comics, presentava Wonder Woman oficiant un casament entre persones del mateix sexe, dibuixat per l'il·lustrador australià Jason Badower. "My country is all women. To us, it's not 'gay' marriage. It's just marriage" (el meu país són totes dones. Per a nosaltres, no és un matrimoni 'gay'. És només un matrimoni"), afirma a Superman. Inspirat per la sentència de la Cort Suprema de juny de 2015 que va establir el matrimoni homosexual als 50 Estats Units, Badower diu que DC Comics va estar "fantàstic" amb la seva idea per al tema. En una entrevista a The Sydney Morning Herald, va dir que el seu editor: "Va ser com genial, m'encanta! Fem-ho. Va ser gairebé anticlimàtic". "La mare de Diana, la reina Hippolyta, com a mínim va autoritzar o, en alguns casos, va oficiar aquests casaments", diu Badower. "Sembla més aviat un deure reial que Diana assumiria, que faria per la gent que ho agrairia."
La defensa dels drets de les dones i dels homosexuals de Wonder Woman va fer una passa més al setembre de 2016, quan l'escriptor de còmics Greg Rucka va anunciar que era canònicament bisexual, segons el seu origin reiniciat a "Rebirth". Rucka va afirmar que, segons la seva opinió, "ha de ser" homosexual i "òbviament" ha tingut relacions amb persones del mateix sexe en una illa envoltada de dones boniques. Això segueix la manera com Wonder Woman va ser escrita en la continuïtat alternativa o no canònica Earth One per Grant Morrison, i la també escriptora de Wonder Woman Gail Simone van recolzar fermament la declaració de Rucka. Sorpresa per la quantitat de reacció de la seva base de fans, Rucka va respondre als "haters" que el sexe consensuat amb dones és tan important per a Wonder Woman com la Veritat per a Superman.

## En altres mitjans

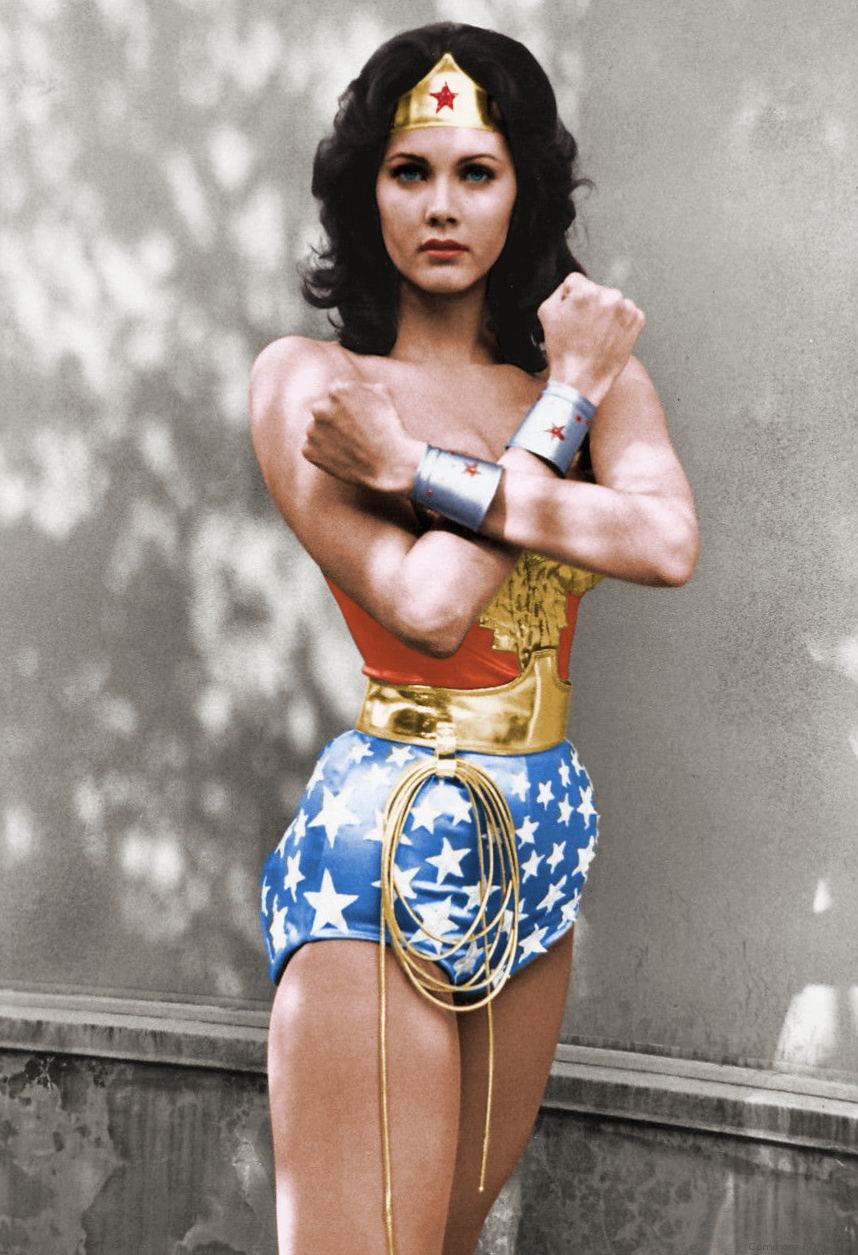
Imatge promocional de Lynda Carter com a Wonder Woman a la sèrie de televisió homònima (1975–1979).

Des del seu debut al còmic l'octubre de 1941, Wonder Woman ha aparegut en diverses adaptacions. Aquests formats inclouen pel·lícules, programes de televisió i videojocs.
A les belles arts, i començant amb el període Pop Art i de forma continuada des dels anys 60, el personatge ha estat "apropiat" per múltiples artistes visuals i incorporat a obres d'art contemporànies, sobretot per Andy Warhol, Roy Lichtenstein, Mel Ramos, Dulce Pinzon, Houben R.T. i altres.

### Televisió
Wonder Woman ha fet diverses aparicions a la televisió, al llarg de les dècades, inclosa la pel·lícula feta per a televisió Wonder Woman (1974), i la més coneguda sèrie de televisió d'acció real Wonder Woman (1975–1979) protagonitzada per Lynda Carter, incloent la sèrie d'animació de llarga durada de Hanna-Barbera Super Friends (1973-1986) on va aparèixer al costat de molts altres membres de la Lliga de la Justícia, normalment enfrontant-se a membres de la Legion of Doom, i sobretot la sèrie d'animació de Justice League (2001-2004) i la seva seqüela Justice League Unlimited (2004-2006).
El 2011 es va rodar un pilot protagonitzat per Adrianne Palicki, però no es va emetre mai.
Al programa DC Super Hero Girls (2019-present), Wonder Woman es mostra com una estudiant adolescent a Metropolis High School. Aquí, és amiga de molts altres personatges de DC com ara Batgirl, Killer Frost, Hawkgirl, Big Barda, Miss Martian, Beast Boy, Supergirl, Harley Quinn, Poison Ivy, Katana i és la millor amiga de Bumblebee. També té enemics en aquesta escola, incloent Cheetah, Lena Luthor i Giganta.
Al programa del serveix de streaming Max titulat Peacemaker (2022-present), protagonitzat pel superheroi del còmic de DC Peacemaker, fa una aparició indirecta al final de la primera temporada, apareixent al costat de Flash, Aquaman i Superman, aquest últim apareixent amb ella només com a siluetes.

### Pel·lícules

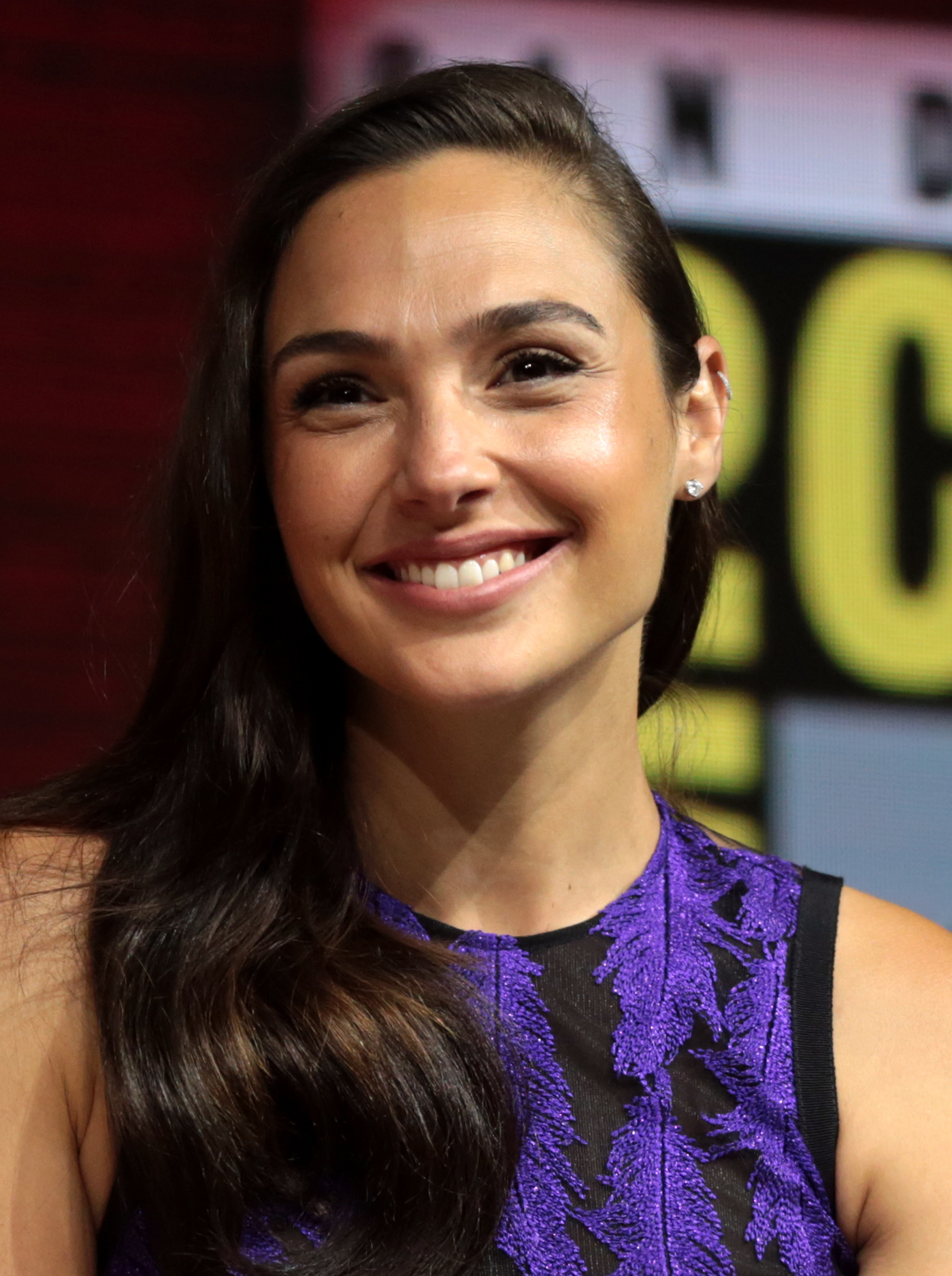
Gal Gadot al panell de la pel·lícula Wonder Woman 1984 el 2018 a la San Diego Comic-Con.

Wonder Woman ha presentat una gran quantitat de pel·lícules d'animació directe a vídeo que formen part de l'univers cinematogràfic d'animació de DC (DCAMU), algunes de les quals inclouen Justice League : The Flashpoint Paradox (2013), Justice League: Throne of Atlantis (2015) i Justice League Dark: Apokolips War (2021). També hi ha altres pel·lícules directes a vídeo en què apareix el personatge que no formen part del DCAMU, com ara Injustice (2021), Justice League: Gods and Monsters (2015) i Justice League: The New Frontier (2008), juntament amb algunes estrenes cinematogràfiques CGI com ara The Lego Movie (2014) i The Lego Batman Movie (2017).
Dins de les pel·lícules d'acció real de l'Univers estès de DC Comics (DCEU), Wonder Woman va debutar a Batman contra Superman: L'alba de la justícia (2016), interpretada per Gal Gadot, i va reaparèixer a Wonder Woman (2017) i la seva seqüela Wonder Woman 1984 (2020), així com Justice League (2017) i la seva versió del director (2021), i va fer cameos a Shazam! Fury of the Gods i The Flash (tots dos del 2023).
La pel·lícula del 2017 Professor Marston and the Wonder Women explica la història de la relació poliamorosa entre William Moulton Marston, la seva dona i companya psicòloga Elizabeth Holloway Marston i l'amant de la parella Olive Byrne, la invenció del test del detector de mentides, i com van inspirar la creació del còmic de Wonder Woman.